# Николай Кауфман
Николай Янков Кауфман е изтъкнат български музиковед, фолклорист и композитор, академик на БАН.

## Биография
Роден в Русе в работническо семейство, но израства в Габрово. Завършва Държавната музикална академия с тромпет и музикална теория (1952).
Работи към от Института за фолклор при БАН, под ръководството на известната българска фолклористка Райна Кацарова.
През 1973 защитава докторска дисертация по изкуствознание. От 1979 г. е професор в държавната Консерватория, член-кореспондент на БАН от 1997 г., а от 2003 г. – академик.
Николай Кауфман има изключителен принос в проучването и съхраняването на българския музикален фолклор. В това отношение е своеобразен продължител на делото на видни български писатели (като Петко и Пенчо Славейкови); има високи постижения в композиторското творчество. Автор е на много книги, сборници, студии и статии (списание „Български фолклор“), както и на над 2000 хорови песни, 240 оркестрови творби, музика за танцови постановки, пиеси за пиано. Творбите му са част от репертоара на ансамблите „Филип Кутев“ и „Пирин“, Детския радиохор, хор „Ваня Монева“ и други.
Сътрудник на БНР по въпросите на българския музикален фолклор. Доктор хонорис кауза на Академията за музикално, танцово и изобразително изкуство в Пловдив.
Един от основните изследователи на музиката на ашкеназките и сефарадските евреи в България.
През 1990 г. вторият албум „Мистерията на българските гласове“, с включени три негови авторски песни, печели награда Грами.
Носител на почетен знак (медал) „Марин Дринов“ от БАН и наградата „Паисий Хилендарски“ от СУ „Кл. Охридски“.
Умира на 26 март 2018 г. в дома си в кв. Лозенец, в София на 92-годишна възраст след дълго и мъчително боледуване.

## Награди
Орден „Стара планина І степен“  (2000 г.) 
Почетен знак „Кирил и Методий“ І степен (1965)
Почетен знак „Кирил и Методий“  ІІ  степен ( 1980 г.); 
Почетен знак „Паисий Хилендарски“ на БАН и СУ „Св. Климент Охридски“ (1983 г.); 
Почетен знак „За изкуствознание“ на БАН и СУ „Св. Климент Охридски“ (1989 г.);
Почетен знак (медал) „Марин Дринов“ на БАН (1995 г.) и др.